# Ballivor
Ballivor (irisch Baile Íomhair, deutsch: Ivars Heim) ist eine Kleinstadt in der Republik Irland mit 1870 Einwohnern (Stand 2022); gegenüber der Volkszählung 1991 hat sich die Einwohnerzahl damit fast versechsfacht.

## Lage
Die Ortschaft liegt im Westen der Grafschaft Meath etwa 70 Kilometer westnordwestlich von Dublin an der R156 von Mullingar nach Trim/Dublin. 

## Geschichte
In der Schlacht von Portlester am 7. August 1643 besiegten hier die Konföderierten Irlands hier die Royalisten trotz der Überlegenheit der royalistischen Truppen.
1940 landete hier in der Unternehmen Mainau Hermann Görtz mit einem Fallschirm, um für das Dritte Reich zu spionieren. 
2003 wurde hier der Clonycavan-Mann, eine Moorleiche, gefunden.

## Sehenswürdigkeiten
- Fünf Kilometer südsüdöstlich von Ballivor am Fluss Boyne liegt das frühere Tower House Donore Castle.
- Die beiden Kirchen St. Columban und St. Kineth

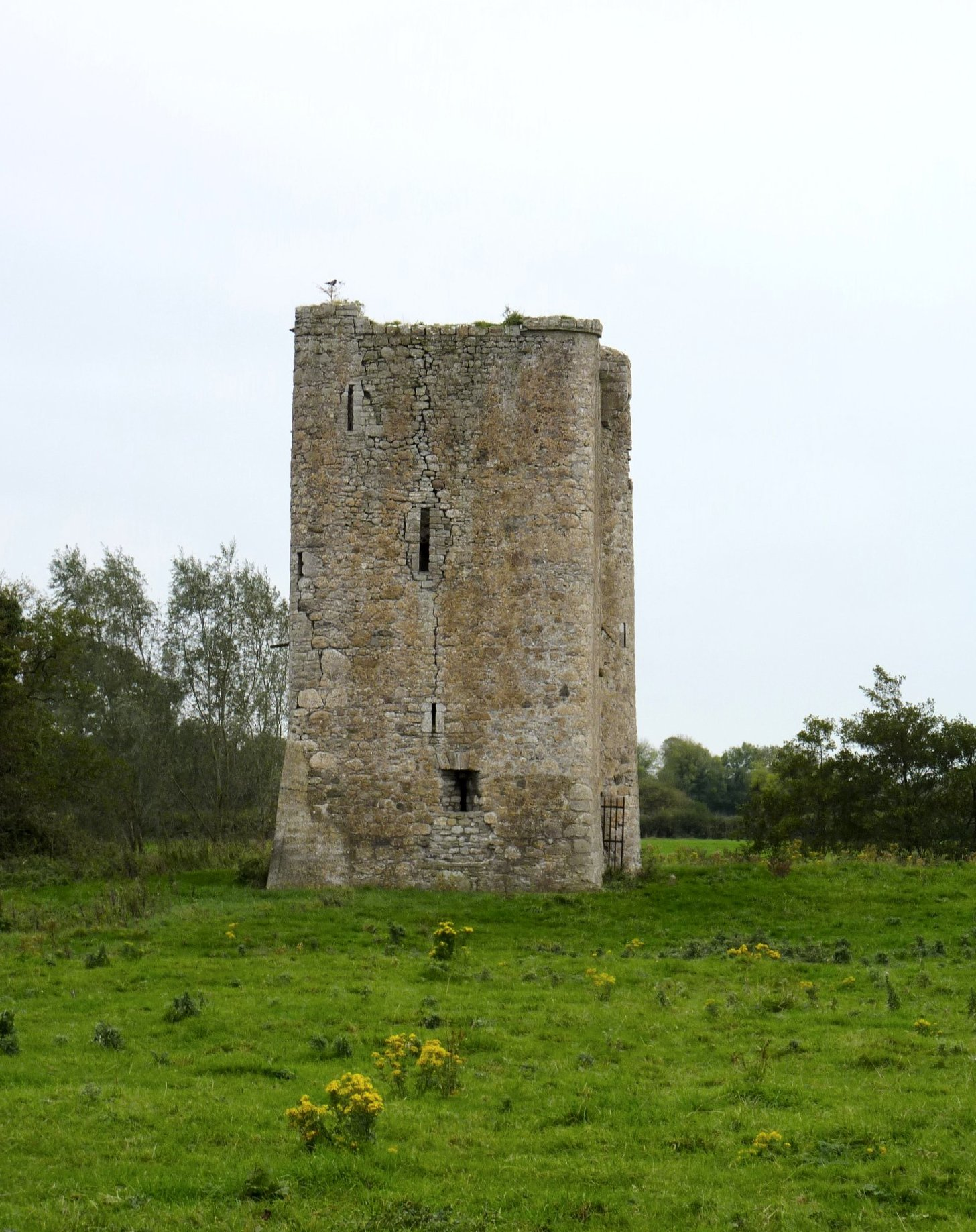
Donore Castle
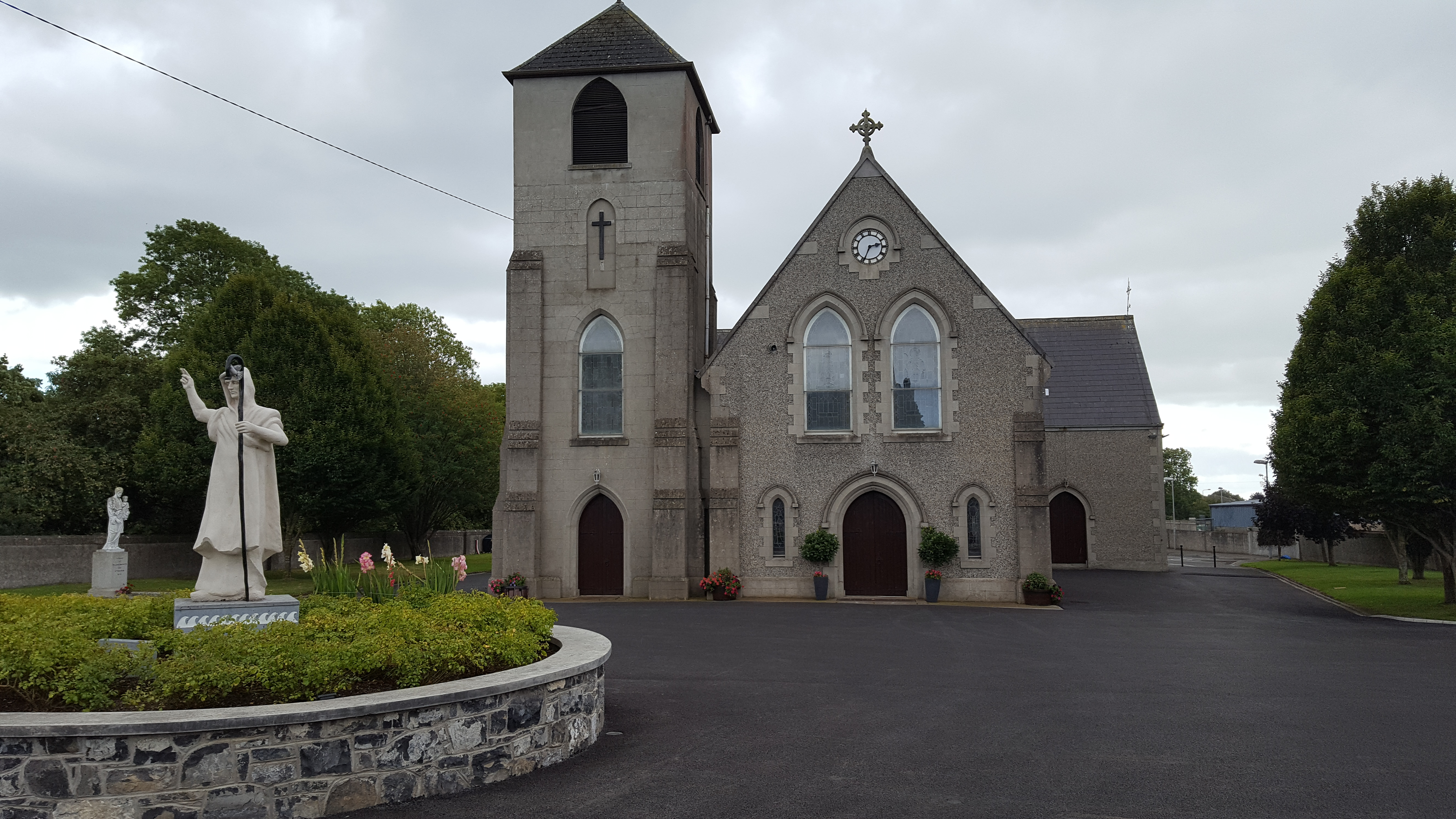
Kirche St. Columban
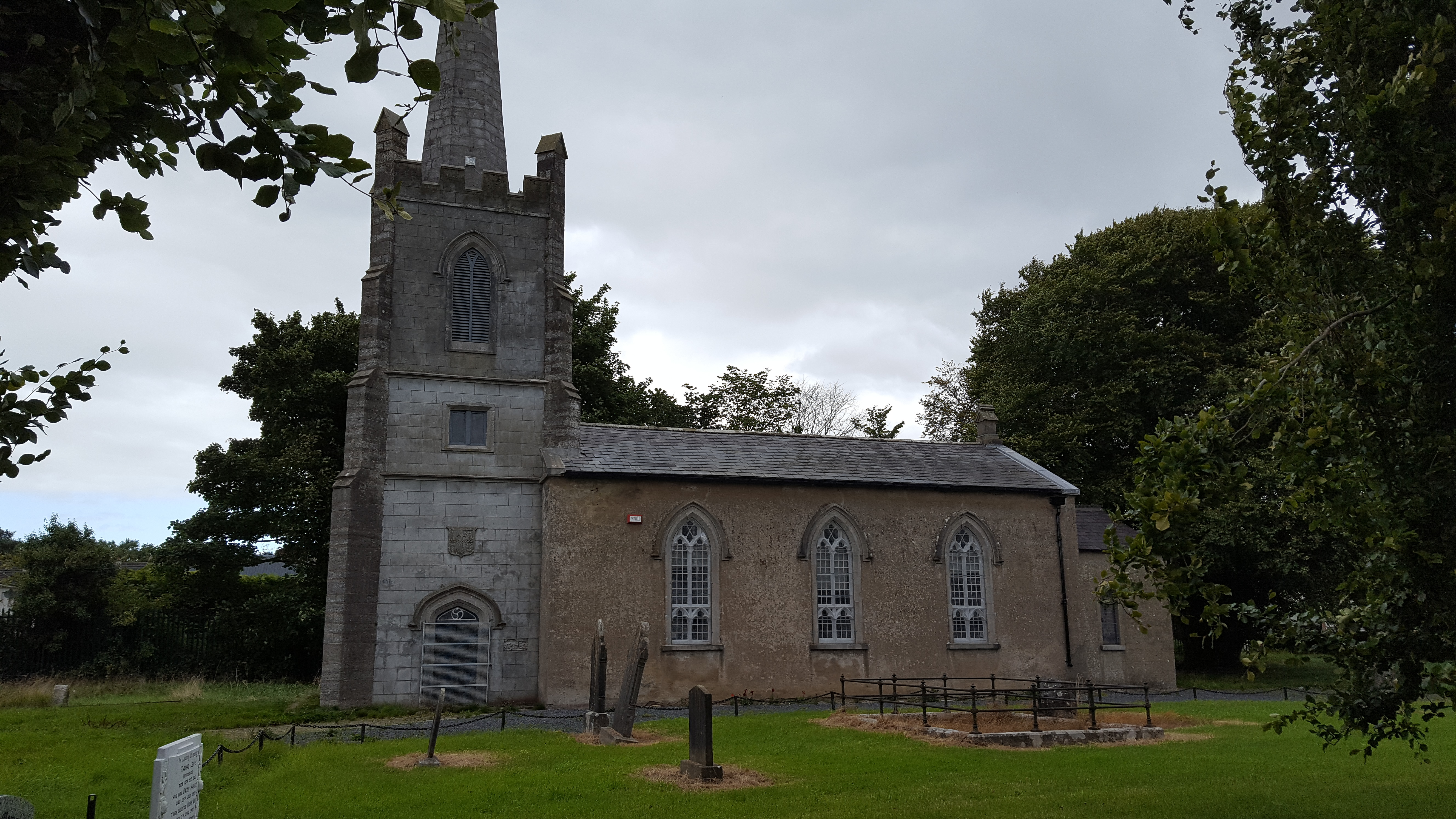
Kirche St. Kinneth

## Persönlichkeiten
- Mary Brück (geborene Conway, 1925–2008), Astronomin